# Día Mundial de Prevención del Embarazo no Planificado en Adolescentes
El Día Mundial de Prevención del Embarazo no Planificado en Adolescentes (DPEA) o World Contraception Day (WCD) es una campaña educativa que tiene como objetivo principal crear conciencia entre los jóvenes para que conozcan las diferentes alternativas anticonceptivas que existen y puedan tomar decisiones informadas sobre su salud sexual y salud reproductiva, con el fin de prevenir el alto índice de embarazos no planificados en adolescentes que ocurren a nivel mundial.
El DPEA/WCD, que se celebra el 26 de septiembre de cada año, con la dirección y coordinación de CELSAM Latinoamérica (Centro Latinoamericano Salud y Mujer A.C.) comenzó en Latinoamérica en 2003, cuando varias instituciones públicas y privadas de Uruguay, preocupadas por la prevención y la educación, entre ellas Bayer Schering Pharma, instauraron tal fecha como el Día de la Prevención del Embarazo no Planificado en Adolescentes. En 2005 se sumaron a la celebración del día varios países de América Latina, y en 2007 Bayer Schering Pharma impulsó la iniciativa a nivel global con la celebración del World Contraception Day. 
En la actualidad el DPEA/WCD está registrado en varios calendarios nacionales de países Latinoamericanos como día oficial y cada año la iniciativa crece más con el apoyo de nuevas organizaciones no gubernamentales.